# Conophytum mirabile
Conophytum mirabile är en isörtsväxtart som beskrevs av A. R. Mitchell och S. A. Hammer. Conophytum mirabile ingår i släktet Conophytum, och familjen isörtsväxter. Inga underarter finns listade i Catalogue of Life.